# To-do-Liste

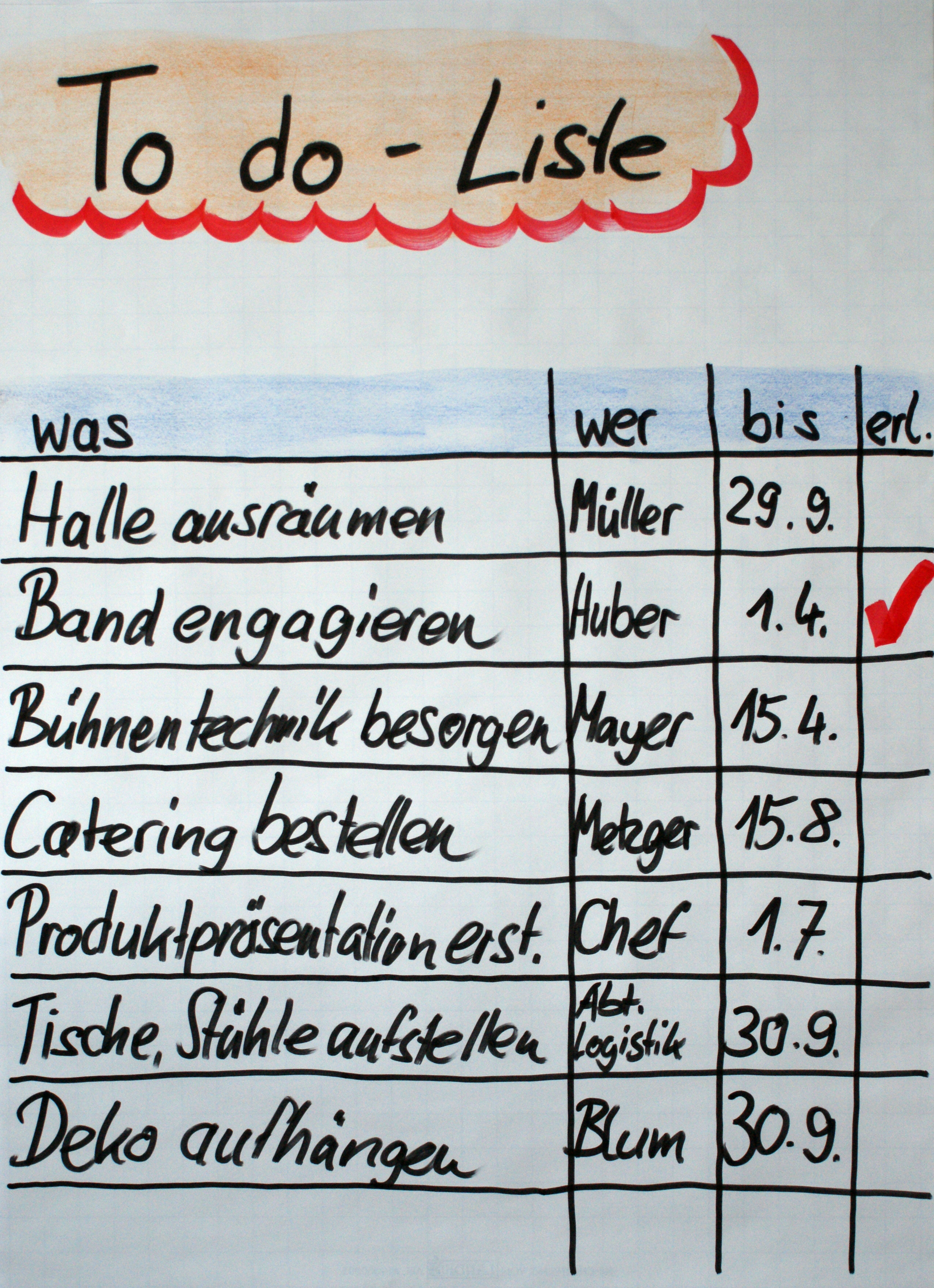
To-do-Liste

Die To-do-Liste (englisch to do „zu tun“) oder Pendenzenliste, Aufgabenliste, Liste offener Punkte (auch LOP, 2Do-Liste), Offene-Punkte-Liste (auch OPL) ist im Aufgabenmanagement oder in der Aufgabenplanung eine Liste, die festlegt, welche Aufgaben anstehen, wer dafür verantwortlich ist und bis wann sie erledigt sein müssen.

## Allgemeines
Im Rahmen der Selbstorganisation kann sie von einzelnen Arbeitspersonen, für Arbeitsgruppen und Projekte aufgestellt werden. Der Liste ist nicht zu entnehmen, zu welchem Zeitpunkt der Status eines Arbeitsvorgangs geändert wurde, sondern nur der aktuelle Zustand. Sie bildet die Grundlage für ein Zeitmanagement.
Die To-do-Liste grenzt sich gegenüber der Checkliste darüber ab, dass bei der To-do-Liste i. d. R. verschiedene Aufgaben gesammelt werden, bei der Checkliste hingegen die Arbeitsschritte einer wiederkehrenden Aufgabe.

### Einfache To-do-Liste
Die To-do-Liste kann auf einem Blatt Papier, auf einem Flipchart, auf einem Smartphone oder Tablet, einer Tabellenkalkulation, als Webanwendung oder normale Anwendung geschrieben werden. Die einfachste Form ist eine persönliche Liste der zu erledigenden Aufgaben, die nach und nach abgehakt wird.
Die To-do-Liste ist ein einfaches Werkzeug für Gespräche, Besprechungen, Verhandlungen, im Projektmanagement und für Geschäfts- und Tagesordnungen. Darin wird als Vereinbarung festgehalten, wer was mit wem bis wann zu tun hat. Auch das Ergebnis von Besprechungen wird häufig in To-do-Listen festgehalten.
Beispiel:
| Nr. | Aufgabe           | Prozesseigner | Priorität | Start    | Ende     | Status   |
| --- | ----------------- | ------------- | --------- | -------- | -------- | -------- |
| 1   | Ziel bestimmen    | Chef und Team | 1         | 01.01.07 | 05.01.07 | erledigt |
| 2   | Vorprojekt        | Projektteam   | 1         | 01.02.07 | 05.02.07 | 30 %     |
| 3   | Website erstellen | Web-Team      | 3         | 01.04.07 | 30.05.07 | geplant  |

Farben helfen, das Wesentliche zu sehen:
- rot = ist noch offen
- orange = ist in Bearbeitung
- grün = ist erledigt

Aufgaben werden konkret beschrieben und für jede wird ein verantwortlicher Prozesseigner bestimmt. Aufgaben sind zeitlich zu terminieren (von – bis) und nach Prioritäten zu ordnen (Wichtigkeit). To-do-Listen können als Checkliste aufgebaut sein, oder als Matrix (mit einer Unterscheidung ob wichtig oder nicht, und ob dringlich oder nicht) gestaltet werden. Siehe auch Zeitmanagement oder Aufgabenmanagement.

#### Beispiele

Einfache To-do-Liste

- Der Einkaufszettel ist die einfachste Form der To-do-Liste. Sie kann gegliedert (Gemüse, Getränke, Fleisch) und nach Zielen strukturiert werden (Buchhandlung, Baumarkt).
- Der Merkzettel hilft, sich an wichtige Dinge zu erinnern.
- Ein Terminkalender bringt Dinge in eine zeitliche Reihenfolge, ein Stundenplan vermerkt wöchentlich wiederkehrende Termine.

### Erweiterte To-do-Liste
Eine To-do-Liste kann auch in Teilaufgaben gegliedert werden, über zeitliche und finanzielle Ressourcen informieren, über ein Dateimanagement detaillierte Beschreibungen liefern, mit grafischen Balken den zeitlichen Zusammenhang der einzelnen Teilaufgaben und den Fortschritt anzeigen, einen Netzplan oder Projektstrukturplan erzeugen und vieles mehr – und so zu einem Projektmanagementsystem erweitert werden.
Aufgaben, die man delegieren möchte, kann man auch in eine „Tu-Du“-Liste ausgliedern.

### Digitale To-do-Listen
Viele To-do-Listen Apps, wie beispielsweise Zenkit oder Todoist sind cloudbasierte SaaS-Lösungen. Für Nutzer bietet dies insbesondere den Vorteil, dass orts- und zeitunabhängig auf To-dos zugegriffen werden kann. Zudem unterstützen digitale To-do-Listen das kollaborative Aufgabenmanagement.

### Alternative To-do-Listen
Eine Alternative zur To-do-Liste ist die To-don't-Liste. Wenn To-do-Listen immer länger werden oder Ziele nicht mehr erreicht werden, dann kann eine To-don't-Liste dabei helfen, Prioritäten sichtbar zu machen und zu setzen. Es gibt mehrere Möglichkeiten, To-don't-Listen zu erstellen.
Eine Methode ist, auf ein Stück Papier links eine Liste täglicher Aufgaben, rechts eine Liste größter Erfolge zu schreiben. Dann wird jeder Erfolg durch einen Strich mit einer der täglichen Aufgaben verbunden. Nicht verbundene Aufgaben sollten aufgegeben, delegiert oder de-priorisiert werden.
Eine von Donald Roos in "Don't Read This Book" vorgeschlagene Methode, die an eine sehr einfache Kanban-Tafel erinnert, ist, eine To-do-Liste mit höchstens drei Aufgaben anzulegen, und alle anderen Aufgaben auf die To-don't-Liste zu setzen. Neue Aufgaben dürfen erst nachrücken, wenn eine der drei Aufgaben erledigt wurde.

## Forschung
Eine Studie der Baylor University von 2018 zeigte, dass das Führen von einer To-do-Liste das Einschlafen erleichtern kann. Die Versuchspersonen, die vor dem Einschlafen eine To-do-Liste führte, schlief im Schnitt 9 Minuten schneller ein (16 statt 25 Minuten). Dabei wurden sie umso schläfriger, je detaillierter sie aufgeschrieben hatten, was sie am Folgetag erledigen wollten.

## Entwicklung von Software
Bei der Programmierung werden häufig Stellen, die noch überarbeitet werden sollen, im Quelltext mit einem Kommentar markiert, der mit dem Wort TODO beginnt. Beispiel:
```
 …
 require_once "$baseDir/lib/beispieldb/schema.inc.php";
 bubblesort();
 // TODO: Sortier-Algorithmus durch effizienteren ersetzen.
 …
```

Aktuelle IDEs wie Eclipse oder Visual Studio sind in der Lage, diese Markierungen zu finden und dem Entwickler zu präsentieren.
TODO-Kommentare im Code sind ein Zeichen dafür, dass der Code noch nicht fertig ist und gelten somit in fertigen Modulen als technische Schulden.